# William Wallace (compositor)
William Wallace (Greenock, 3 de juliol de 1860 - Malmesbury, 16 de desembre de 1940) fou compositor anglès.
No adaptant-se la seva primitiva carrera, la de medicina, a la verdadera vocació que sentia per la música, fou aquella definitivament abandonada el 1888, ingressant Wallace com alumne en la Royal Academy of Music, de Londres, on cursà dos anys. Diverses circumstàncies li impediren continuar l'ensenyança oficial, prosseguint després els estudis sota la seva pròpia direcció i guia. Aquesta formació autodidacta no va impedir a Wallace arribar a ésser un dels músics més distingits dels seu país, figurant les seves obres freqüentment en els concerts simfònics i de cambra. Les composicions d'aquest autor mostren força originalitat d'idees i un accentuat sentiment poètic.
Va publicar i escriure diversos poemes simfònics;
- Pelleas et Melisande, una suite de Maurice Maeterlinck,
- The Creation, simfonia,
- The Massacre of the Mapherson, cantata,
- The Rhapsody of Mary Magdalene, escena lirica, i diversos cicles de cançons amb acompanyament de piano.

A més va publicar:
- The Treshold of Music;
- The Musical Faculty;
- Richard Wagner has he Lived;
- Liszt, Wagner and the Princess;
- The Conductor and his Forerunners.

També és autor de diversos treballs de medicina, especialment sobre oftalmologia.